# Mangroven-Zwergfledermaus

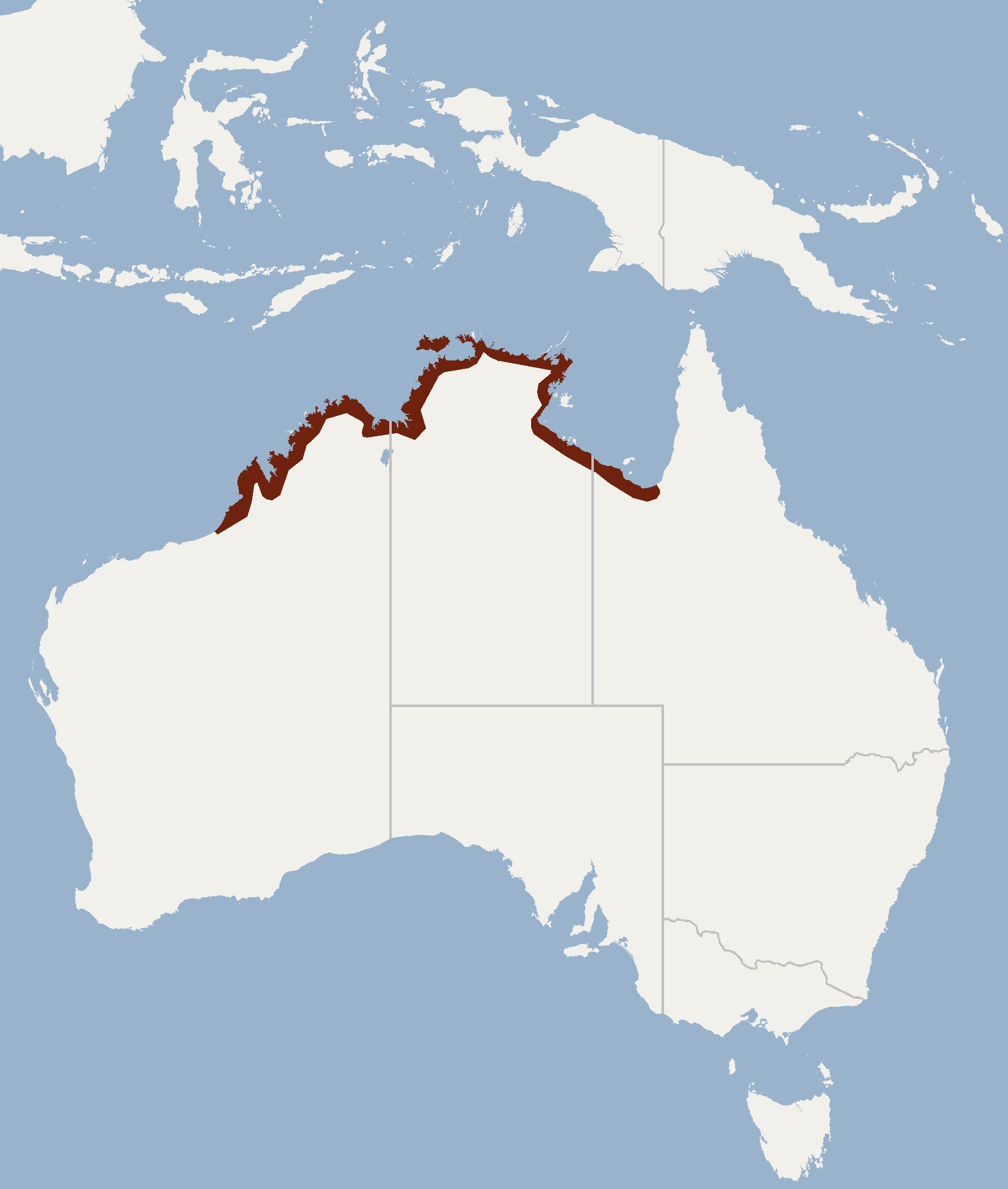
Verbreitungsgebiet der Mangroven-Zwergfledermaus

Die Mangroven-Zwergfledermaus (Pipistrellus westralis) ist ein endemisch im nördlichen Australien verbreitetes Fledertier in der Gattung der Zwergfledermäuse. Die Population wurde bis in die 1990er Jahre der Winzigen Zwergfledermaus (Pipistrellus tenuis) zugerechnet. Trotz vieler Gemeinsamkeiten mit der Cape-York-Zwergfledermaus (Pipistrellus adamsi) sind beide Arten nicht identisch.

## Merkmale
Mit einer Kopf-Rumpf-Länge von 34 bis 42 mm, einer Schwanzlänge von 29 bis 37 mm und einem Gewicht von 2,7 bis 4,8 g ist die Art eine der kleinsten australischen Fledermäuse. Die Unterarme sind 27 bis 31 mm lang und die Länge der Ohren liegt bei 8 bis 11 mm. Das dunkelbraune Fell der Oberseite hebt sich deutlich vom graubraunen Fell der Unterseite mit gelben Tönungen ab. Typisch ist die mittelbraune Farbe der nackten Bereiche im Gesicht, der Ohren und der Unterarme. Diese Fledermaus hat dreieckige Ohren mit einem Tragus, der nicht ganz die Hälfte der Länge des Ohres erreicht. Es sind dunkelbraune Flughäute vorhanden und vom Schwanz ragt nur eine winzige Spitze aus der Schwanzflughaut. Verglichen mit der Cape-York-Zwergfledermaus hat die Art einen kürzeren Penisknochen und eine abgeflachte Eichel am Penis. Im Gebiss sind der obere zweite und dritte Schneidezahn pro Seite gleichhoch. Der Zweite besitzt zwei Höcker und der Dritte einen.

## Verbreitung
Die Mangroven-Zwergfledermaus bewohnt einen schmalen Streifen entlang der australischen Küste vom nordöstlichen Western Australia über das Northern Territory bis nach Queensland westlich der Kap-York-Halbinsel. Sie erreicht zusätzlich einige vorgelagerte Inseln. Neben Mangrovenwäldern werden Galeriewälder und andere Wälder besucht.

## Lebensweise
Diese nachtaktive Fledermaus ruht vermutlich in Baumhöhlen, was Bestätigung erfordert. Sie fliegt etwa zwei Meter über dem Bewuchs und nutzt zur Echoortung Rufe mit einer Frequenz zwischen 44 und 49 kHz. Die Nahrung aus Schmetterlingen, Käfern, Ameisen und Schaben wird selten mit Spinnen komplettiert. Neugeborene sind aus den Monaten Juni und Juli in der Trockenzeit bekannt. Nahe verwandte Arten haben keine feste Paarungszeit, was möglicherweise auch auf diese Art zutrifft.

## Gefährdung
Einige Bereiche der Mangrove-Zone sind von Waldsterben betroffen. Die Population der Art wurde 2019 als stabil eingeschätzt. Die IUCN listet die Mangroven-Zwergfledermaus als nicht gefährdet (least concern).